# たま (バンド)
たまは、日本のフォークロック・バンドである。1984年に3人で結成され、1986年に4人体制となり、1990年にメジャーデビュー、たま現象とも言われるほど話題となった。1996年から再び3人になり、2003年に解散した。

## メンバー
元来は単独で活動していた音楽家の集まりであり、石川曰く「ソロアーティストの集まりで自作曲自分ボーカル制」を採っていた。
解散時のメンバー
- 知久 寿焼（ちく としあき、1965年2月10日（60歳） - ） - ギター / ボーカル（1984年 - 2003年）
- 石川 浩司（いしかわ こうじ、1961年7月3日（63歳） -  ） - パーカッション / ボーカル（1984年 - 2003年）
- 滝本 晃司（たきもと こうじ、1961年12月7日（63歳） -  ） - ベース / ボーカル（1986年 - 2003年）

途中脱退したメンバー
- 柳原 幼一郎（やなぎはら よういちろう、1962年8月5日（62歳） -  ） - キーボード / ボーカル（1984年 - 1995年）

## 経歴

### バンド結成から活動初期まで（1981年 - 1989年）
バンドを結成する前から、それぞれが独自に音楽家として活動していた。1981年6月頃、北千住のライブハウス「甚六屋」で知久と石川が知り合った（知久は当時高校生）。1982年12月に知久が両国のライブハウス「両国フォークロアセンター」で柳原と出会った。これらの相次ぐメンバーの出会いが、たま結成の切っ掛けとなった。
1984年11月11日、大久保のライブハウス「オフオフ新宿スタジオ・ジャムII」での「地下生活者の夜」というライブイベントで知久、石川、柳原が「かき揚げ丼」という仮バンド名でライブを行い、これをきっかけに「たま」を結成した。石川によると、「たま」というバンド名に決定した背景には、ソロの音楽家の集まりから発展したバンドであり、楽曲の作者によって音楽性が大きく異なることから、バンド名から音楽性が類推されることのないバンド名にしたいという意図があったという。また、略されたり間違えて覚えられたりしないような短い名前にしたいという理由もあった。しかし、とある情報誌のライブハウスのライブ出演者一覧に「また」と間違って記載されたことがある。なお、「かき揚げ丼」のライブは、たまの1stカセットテープ『またたび』として販売された。「たま」というバンド名で初めてライブを行ったのは、1984年12月5日の「オフオフ新宿スタジオ・ジャムII」で開かれたコンサート「On Christmas GIG '84 BYE BYE」でのことだった。
1986年6月にメンバーの憧れのライブハウスである吉祥寺の「曼荼羅」で「3丁目ジャグ・バンド」の前座として初出演し、演奏を見たマスターからレギュラー出演を打診され、レギュラー出演するようになった。8月のツアーの後、フランス料理店に就職していた柳原が真剣に脱退したいと申し出た。それでも、知久が脱退を思い止まる様に熱心に説得、バンドに留まる条件にベースを入れて欲しいとしたため、ベーシストを募集した。そして同年11月、当時ソロで音楽活動をしており、たまのメンバーとも面識があった滝本がただ一人応募してきて加入し、4人編成になった。なお、滝本にはそれまでベースの演奏経験がなかったが、「既にたまは完成されているバンドだった。誰かが入ってこのバランスが崩れるくらいなら、自分が入ろうと思った」という理由で応募した。滝本は当時、Closed.G.show（クローズド・ジー・ショウ＝自閉症のもじり）なるバンドを組んで活動していたが、たまのベーシスト応募時、滝本以外のメンバーは逃げて滝本は一人となり、もはやバンドの体をなしていなかったため、応募しやすかったのもあったと思われる。滝本加入で楽曲に深みが出た。この4人編成での初のライブは同年12月2日に開かれた「曼荼羅」でのコンサートでのことだった。ただし、このライブでは滝本は一部でしか演奏に参加しなかった。滝本が本格的に参加した初のライブは1987年1月29日の「曼荼羅」でのコンサートのことで、このときの録音をインディーズレーベル「ナゴムレコード」に送付した。たまがデモテープを送ったのはこれが初めてのことだった。それから数ヵ月後の11月、オムニバスアルバムへの参加を依頼され、それ以降、ナゴムレコード関係の活動も増加していった。

### イカ天出演、メジャーデビュー、柳原の脱退（1989年 - 1995年）
1989年11月11日、吉祥寺のライブハウス「MANDARAII」での定例コンサートの後、ナゴムから発売されるLP「しおしお」のプロモーションを兼ねてTBS系深夜番組『三宅裕司のいかすバンド天国』に出演した。人気番組であったイカ天への出演はメンバー間でも意見が割れており、何度話し合っても結論は出ず（知久・石川は「出るべき派」で柳原・滝本は「出なくてもいい派」であった）、業を煮やした当時のマネージャーとしてたまの金銭管理担当で、並行してシンガーとしても活動していて、現在は石川、知久が在籍する「パスカルズ」のメンバーであるあかねが未承諾でデモテープを番組に送ったことで番組出演が決定された。キノコのような髪型・チャンチャンコ・下駄履き姿の知久や山下清を彷彿とさせる体型・服装の石川の個性的な容姿、キャッチフレーズの“かなしい気持ちはとっても不安定”を体現するかのような楽曲「らんちう」でインパクトを与えた。登場時のナレーションでも「また危ないのがやってきた」と紹介されている。この時期は“色物”にカテゴライズされるバンドの登場が目立ったことから、この回のスタジオには「イロものバンド撲滅キャンペーン実施中」という横断幕が掲げられていたが、たまは完奏を果たした。審査員の吉田建はオリジナリティを評価する発言をし（しかし「オリジナリティがあるのが良かったですね...」と発言したきり俯いてしまい、最終審査でも吉田はサイバーニュウニュウに投票している）、中島啓江は「“能ある鷹は爪を隠す”かもしれない」「涙出てきちゃった、それと同時に笑いも出てきちゃった」、グーフィ森は「変でしたね。こういうの分かるって言っちゃいけない、分からないんだけどいい」と評した。この回は番組史上初の外国人バンドTOKIO ROSEがチャレンジャー賞を有力視されていたが、これに競り勝って見事チャレンジャー賞を獲得、サイバーニュウニュウを審査員投票5対2で倒して14代目イカ天キングとなった。当時柳原の家にはテレビが無かったために番組のシステムすら把握しておらず、翌週も出演することもよく理解していなかった。
キングとなったたまは、2週目（11月18日放送分）にのちに大ヒットとなる「さよなら人類」を歌い、審査員7名全員の支持を獲得して、チャレンジャーの高校生バンドTRIDENTに圧勝。その後も3週目（11月25日放送分）には「オゾンのダンス」で坂本プロジェクトを、4週目（12月2日放送分）には「ロシヤのパン」でTimeless Childrenを下し、3代目グランドイカ天キングにリーチをかけた。5週目（12月9日放送分）に登場したのが、グラムロック・バンドのマルコシアス・バンプ（楽曲は「バラが好き」）である。彼らの演奏は審査員の絶賛を受け、圧倒的な差でこの回のチャレンジャーに選ばれた。キングとして迎え撃ったたまの楽曲「まちあわせ」は、最小限の楽器編成による短い楽曲で、マルコシアス・バンプの煌びやかで重厚な楽曲・演奏とは対照的であった。司会の三宅は「意外な曲」「五週目にこの曲で来ることはないのに」と評し、マルコシアス・バンプのボーカル・ギター担当の秋間経夫には「だってすごいんだもん」と言わしめた。たまの4人は勝ちを狙うつもりは一切なく、「勝っても負けてもどうせこれが最後」「ならば思い切り茶化そう」という理由で「まちあわせ」を演奏することにしたが、結果は審査員投票4対3でたまが制し、5週連続勝ち抜きを達成、第3代グランドイカ天キングの座に輝いた。このことについて後に石川は「流れっちゅうもんは怖い」と話し、知久も「いつも評価してくれない審査員の吉田建さんが俺らに（審査の札を）上げちゃった」と語っている。
メンバーはこれまでは音楽活動と並行して別にアルバイトや仕事をしていたが、たまの人気が沸騰したことから音楽活動に専念するため退職した。1990年、シングル『さよなら人類/らんちう』でメジャーデビューを果たした。宝酒造「純アレフ」のCMソングに採用され、オリコン初登場1位、売上約60万枚を記録し、NHK紅白歌合戦への出場も果たす。バンドは「たま現象」と呼ばれる社会現象的な人気を獲得し、「たま現象」の語は1990年の『現代用語の基礎知識』にも収録された。複数の楽器を演奏し、大衆音楽的要素と前衛音楽的要素を兼ね備えていたことから、バンドをビートルズに擬する言説も存在する。また、1992年に友部正人との共作『けらいのひとりもいない王様』をリリースした。
1992年、所属事務所の契約更新をきっかけに、自分たちの表現を貫徹したいという意図から個人事務所「たま企画室」を設立し、レーベルも日本クラウンから東芝EMIに移籍した。この時期にはバンドブームも下火になり、「オゾンのダンス」以降は次第にヒットチャートやメディアに現れることもなくなっていったが、マイペースに活動を続けた。「曼荼羅」系列のライブハウスでの「たまの月例会」と称した月一回の定期ライブも行っていた（2002年1月まで）。また、ライブハウスや会館などのコンサートホールだけでなく、普段はライブの行われることのない寺や酒蔵、洞穴と言った場所でもライブを行う「どこでもツアー」と称したライブツアーも実施した。
1995年、自主レーベル「地球レコード」を設立し、6thアルバム『そのろく』をリリースした。石川によると、インディーズ・レーベルを立ち上げた背景には、レコード会社などが自主的に行っていた「放送禁止用語」の規制を回避する意図があったという。同年、初の海外公演としてニューヨークでのライブが開催されることと、異なる方向性の音楽を始めたくなった柳原の脱退が発表された。この年の初頭には柳原から他の3人に脱退の意思が伝えられていたという。このことについて石川は「喧嘩をして仲がこじれての脱退なら関係の修復などもできたかもしれないが、純粋に他のことがやりたくなってしまったのなら仕方がない」と考えていたという。同年12月24日に開催されたライブ「たまのお歳暮'95」を最後にソロ活動に専念するため柳原が脱退した。

### 3人編成のたまになってから解散まで（1996年 - 2003年）
柳原の脱退により、1996年から3人での活動となった（通称「3たま」と呼ばれる）。その後のライブでは斉藤哲也 (undercurrent, Nathalie Wise) やライオンメリィ（ヴァージンVS、ヤプーズ、メトロファルス、エコーユナイト）らをキーボードのサポートとして迎えた。CDではそれまで電気楽器は滝本のエレキベースだけだったが、サポートミュージシャンを導入して以降、エレキギターやシンセサイザー等の電気楽器を使用し、今までのたまのアコースティック楽器を用いた音楽性を残しつつ新たなサウンドを展開した。その一方で、サポートミュージシャンを入れず、アンプや電源が不要でなおかつ携帯しやすい小型の楽器を用いて、より手軽でチープな雰囲気を狙った「しょぼたま」という編成でもライブを行った。
柳原がボーカルを務めていた楽曲はレパートリーからは排除され、柳原が担当していたコーラスのパートは石川と滝本が分け合う形で担当していくようになったが、たまから柳原が脱退したという事実はファン以外の人間には浸透していなかった部分もあり、営業などに呼ばれた際に「『さよなら人類』をやってくれ」と依頼されて困ったことが何度かあった。
1996年6月26日、フジテレビ系アニメ『ちびまる子ちゃん』のエンディングテーマとして制作されたシングル『あっけにとられた時のうた』でメジャーレーベルに復帰。
1997年7月23日、吉田戦車の漫画『ぷりぷり県』のイメージアルバム『パルテノン銀座通り』をリリース。
1999年3月、劇団ナイロン100℃の舞台『薔薇と大砲～フリドニア日記#2～』に出演、役者および劇中曲を担当。
2001年、NHK教育テレビ『おかあさんといっしょ』挿入歌「ハオハオ」の作曲・演奏を担当。5月に番組のファミリーコンサートにゲスト出演し、「ハオハオ」で歌のおにいさん（杉田あきひろ）・おねえさん（つのだりょうこ）と共演し、知久は2番以降でボーカルも担当した。この他、栗原正己作曲の「あめふりりんちゃん」では栗コーダーカルテットとも共演した。このときの模様は、番組からビデオ・DVDが発売されている。7月、劇団ナイロン100℃主宰ケラリーノ・サンドロヴィッチ作の舞台『室温〜夜の音楽〜』に出演、役者および劇中曲を担当。
2003年3月、俳優の近藤芳正が主宰する劇団ダンダンブエノのダンス公演『いなくていい人』に出演。5月、ホリプロ×ナイロン100℃ SPECIAL SESSIONミュージカル『ドント・トラスト・オーバー30』に出演。劇中の演奏を担当し、サウンドトラック盤が7月25日に『しょぼたま2』というタイトルでリリースされた。5月、ダンス公演『いなくていい人』の練習期間に知久が脱退を口にした。石川によれば、マンネリズムによりたまとしての活動に新鮮味がなく、メンバー全員が解散を考えており、いつ誰の口から解散が切り出されてもおかしくない状況だったという。10月28日・30日・31日に行われた吉祥寺STAR PINE'S CAFEでラストライブ「たまの最期!!」をもってたまは解散した。解散公演の最終日、ホフディランのワタナベイビーが飛び入り参加し、柳原脱退以後封印されていた「さよなら人類」も演奏された。石川によれば、「さよなら人類」を演奏した理由は、飛び入りで参加した泥酔していたワタナベイビーが突発的に「さよなら人類」を歌い始めたのが原因であり、前もって意図したものではなかったという。その後もワタナベイビーは3人に会うたびにこの時のことを謝っているという。アンコールとして最後に演奏した曲は「ヒゲのある暮らし」だった。

### 解散後（2003年 - ）
メンバー間の関わりがあるもののみ記載する。
- 知久と石川はロケット・マツ率いる14人編成バンド「パスカルズ」にたま活動時から並行して参加[注釈 4]。
- 知久と滝本はロケット・マツと共にインストゥルメンタルユニット「2ni」に参加。
- 滝本のソロアルバム『水槽の中に象』に知久がギター、ウクレレ、笛、モーコック（ベトナムのカエル型の木製楽器）、コーラス、コーラスアレンジで参加。
- 2010年12月より、たま解散後の彼らの活動を追ったドキュメンタリー映画『たまの映画』が、テアトル新宿などで公開。監督は本作が劇場映画デビューとなる今泉力哉[16]。なお、今泉は柳原にも出演を依頼したが、「脱退後のことは知らないから」との理由でオファーを断られてしまったという。

そのほか、柳原を除く知久・石川・滝本の3人は各々のライブイベントで共演したり、数曲のみセッションや「一時的な再結成」ライブもたびたび行っている。
2008年
- 4月27日山口マオ主催の千葉県・千倉潮風王国アートフリーマーケットのゲストとして、しょぼたま編成で数曲演奏。
- 8月8日夜、8月9日昼/夜吉祥寺STAR PINE'S CAFEにて「たまの10年前の約束ライブ」と題したライブをしょぼたま編成で行った。このライブは1998年のファンクラブ壱岐ツアーの参加特典として「10年後の2008年8月8日 たまのライブにご招待しますチケット」が参加者全員にプレゼントされていたために実施された。5月下旬にライブ概要が公式サイトで発表され、一般販売分のチケットは全てプレイガイド売りだったが、初回発売の8日夜公演・9日夜公演ともに発売数分で完売し、チケット完売に伴い急遽決定した追加公演分の9日昼公演も即ソールドアウトとなった。

2010年
- 1月14日、阿佐ヶ谷・Loft Aにて行われた「ニヒル牛おっさん7」で3人が共演。滝本がベースで、なおかつ正規のサポートキーボードが入る編成は解散以来初。

2011年
- 3月19日、西荻窪・THE“ロック”食堂にて行われた震災募金三夜連続ライブ「偽善者たちの夜～第一夜～」で3人が「まちあわせ」を演奏。この模様はUSTREAMで配信された。
- 5月1日、千葉県南房総市アートフリマinちくら千倉潮風王国の野外イベントで、知久、石川、滝本がしょぼたまとしてセッション。

2012年
- 1月14日、新宿LOFT、「しりあがり寿Presents　さるハゲロックフェスティバル2012」にて。ただしたま単独のライブではなく、パスカルズやソロとしての石川、知久に、エコーユナイトの滝本。3人が集まりライブ後半ゲリラ的に「まちあわせ」を演奏した。

2014年
- 7月6日、東京都吉祥寺マンダラ2「石川浩司53歳生誕祭」。一部のゲストとして知久、二部のゲストとして滝本、三部が石川のソロ、四部として知久と滝本、そして石川のセッション。しょぼたまではなく、キーボード抜きのたまとして開催。

2016年
- 4月30日、千葉県南房総市アートフリーマーケットinちくら千倉潮風王国の野外イベント。しょぼたまとして、知久、石川、滝本がセッション。

2017年
- 4月30日、千葉県南房総市アートフリーマーケットinちくら千倉潮風王国の野外イベント。しょぼたま、キーボード抜きのたまとして、知久、石川、滝本がセッション。

2018年
- 4月15日、京都府紫明会館で、知久寿焼x石川浩司x滝本晃司弾き語りライブ。それぞれ約一時間のソロの後、ライブの最後に一時間半三人が共演。。
- 4月29日、30日、千葉県南房総市アートフリーマーケットinちくら千倉潮風王国の野外イベント。二日連続でしょぼたま。知久、石川、滝本のセッション。30日には原マスミがボーカルとして参加し「さよなら人類」を披露。三人では公的には柳原脱退後二回目、2003年のたま解散後は唯一の演奏となっている。

2019年
- 4月28日、千葉県南房総市千倉Art&Musicマルシェ2019で、しょぼたまとして、知久、石川、滝本がセッション。
- 9月29日、大阪・服部緑地野外音楽堂「服部緑地RAINBOWHILL2019」。知久、石川、滝本。知久と石川はパスカルズとしても来場していた。

2020年
- 11月21日、11月22日、京都府紫明会館で、知久、石川、滝本がセッション。

2024年
- 4月27日、千倉ARTマルシェ2024に於て知久、石川、滝本がそれぞれ一時間のソロの後にしょぼたまとしてアンコールを含め50分ほどセッション。

上記以外では、タイのチェンマイで石川と知久がたびたびセッションを行ったり、誕生日イベントで各メンバーが共演している。また、公の場での共演はないものの、知久が柳原と飲み屋で偶然遭遇して2人で話し込んだというエピソードや、石川が柳原と4人でのラストライブ以来24年振りに再会したことなどが石川のホームページで明かされている。

## 受賞歴
歌唱曲『さよなら人類』
- 第32回日本レコード大賞 最優秀ロック・新人賞
- 輝く!日本イカ天大賞 大賞&ベストコンセプト賞
- 第5回日本ゴールドディスク大賞 グランプリ・ニュー・アーティスト賞

## NHK紅白歌合戦出場歴
| 年度/放送回              | 回 | 曲目         |
| ------------------------ | -- | ------------ |
| 1990年（平成2年）/第41回 | 初 | さよなら人類 |

## 作品

### シングル
| 枚   | 発売日         | タイトル                 | レーベル         | 初収録アルバム   |
| ---- | -------------- | ------------------------ | ---------------- | ---------------- |
| 1st  | 1990年5月5日   | さよなら人類/らんちう    | アクシック       | 『さんだる』     |
| 2nd  | 1990年9月14日  | オゾンのダンス           | アクシック       | 『さんだる』     |
| 3rd  | 1990年12月14日 | 夕暮れ時のさびしさに     | アクシック       | 『ひるね』       |
| 4th  | 1991年4月24日  | 海にうつる月             | アクシック       | 『ひるね』       |
| 5th  | 1991年10月9日  | きみしかいない           | アクシック       | 『きゃべつ』     |
| 6th  | 1992年9月16日  | そんなぼくがすき         | アクシック       | 『まちあわせ』   |
| 7th  | 1992年11月4日  | リヤカーマン             | イーストワールド | 『犬の約束』     |
| 8th  | 1992年12月20日 | 星を食べる               | アクシック       | 『きゃべつ』     |
| 9th  | 1993年6月2日   | ふしぎな夜のうた         | イーストワールド | 『ろけっと』     |
| 10th | 1993年9月10日  | 日曜日に雨               | イーストワールド | 『ろけっと』     |
| 11th | 1996年6月26日  | あっけにとられた時のうた | パイオニアLDC    | 『たま』         |
| 12th | 1998年12月25日 | 学習                     | 地球レコード     | 『東京フルーツ』 |
| 13th | 1999年11月12日 | ゆめみているよ           | 地球レコード     | 『東京フルーツ』 |
| 14th | 2001年10月10日 | 汽車には誰も乗っていない | 地球レコード     | アルバム未収録   |

### オリジナル・アルバム
| 枚   | 発売日         | タイトル           | レーベル      |
| ---- | -------------- | ------------------ | ------------- |
| 1st  | 1990年7月10日  | さんだる           | アクシック    |
| 2nd  | 1991年1月21日  | ひるね             | アクシック    |
| 3rd  | 1991年10月21日 | きゃべつ           | アクシック    |
| 4th  | 1992年11月25日 | 犬の約束           | 東芝EMI       |
| 5th  | 1993年9月29日  | ろけっと           | 東芝EMI       |
| 6th  | 1995年8月21日  | そのろく           | 地球レコード  |
| 7th  | 1996年9月25日  | たま               | パイオニアLDC |
| 8th  | 1997年7月23日  | パルテノン銀座通り | パイオニアLDC |
| 9th  | 1998年7月25日  | いなくていい人     | 地球レコード  |
| 10th | 2000年2月25日  | 東京フルーツ       | 地球レコード  |
| 11th | 2001年1月30日  | しょぼたま         | 地球レコード  |
| 12th | 2003年7月25日  | しょぼたま2        | 地球レコード  |

#### ベスト・アルバム
| 枚  | 発売日         | タイトル                | レーベル       |
| --- | -------------- | ----------------------- | -------------- |
| 1st | 1992年12月20日 | まちあわせ              | アクシック     |
| 2nd | 2000年3月23日  | Best Selection          | パイオニアLDC  |
| 3rd | 2003年5月1日   | たまセレクション        | アクシック     |
| 4th | 2005年8月24日  | たま ナゴムコレクション | ナゴムレコード |

#### その他のアルバム
1. けらいのひとりもいない王様 (1992年3月、アクシック)
  - 友部正人との共作
  - 夢のカリフォルニア / ガーディナーさん / 空が落ちて来る / あいてるドアから失礼しますよ / 金もないが悩みもない / 反復 / けらいのひとりもいない王様 / ぼくの猫さん
2. ねこばば（1995年9月、地球レコード）
  - インディーズ時代の自主制作カセット（1985年7月）の復刻盤。
3. たま・ライヴ・イン・ニューヨーク（1999年3月、地球レコード）
  - 1995年12月にニューヨークのライブハウス、ニッティング・ファクトリーで行われたライブ収録。CDでは唯一のライブ盤である。
  - ロシヤのパン / リヤカーマン / れいこおばさんの空中遊泳 / オゾンのダンス / あたまのふくれたこどもたち / むし / 金魚鉢 / かなしいずぼん / ふたつの天気 / ジンガは静かにしなさい / お経 / はこにわ / らんちう / お昼の2時に / 鐘の歌
4. 室温 〜夜の音楽〜（2002年4月、地球レコード）
  - 劇中曲集、一部ライブ収録
  - 安心 / いわしのこもりうた / 間宮くん（インスト）/ ガウディさん / さよならおひさま / 夜のおんがく / おるがん / ハダシの足音
5. 学習・ゆめみているよ（2016年3月、地球レコード）
  - 廃盤になっていたマキシシングル『学習』『ゆめみているよ』を1枚にまとめたもの。
  - 学習 / ラッタッタ / 水筒 / 地図にない場所 / 学習（カラオケ）/ ゆめみているよ / 夢の中の君 / 公園には自転車できた / お肌ツルツル老人 / 安心

### メジャーデビュー以前の作品

#### 自主制作カセット
1. またたび（1984年12月[4]）
  - A面：おやすみいのしし / 朝起きたら俺がいた / スイング娘 / 誰も起きてこないよ / らんちう / おいしいうそがいっぱい / B面：ビリビリ / 耳のうしろに誰かいる / くだもの / 交差点音頭 / 夕暮れ時のさびしさに / 汽車には誰も乗っていない / どんぶらこ[4]
  - 「朝起きたら俺がいた」、「スイング娘」、「誰も起きてこないよ」、「おいしいうそがいっぱい」、「ビリビリ」、「耳のうしろに誰かいる」、「交差点音頭」はたま名義でのCDには未収録。
  - 「誰も起きてこないよ」、「おいしいうそがいっぱい」は石川のソロ・アルバム『おいしいうそがいっぱい』にてセルフカバーされた。
2. ねこばば（1985年7月[4]）
  - A面：ジャバラの夜 / ロシヤのパン / 学校にまにあわない / らんちう / お経 / B面：牛小屋 / かなしいずぼん / お昼の2時に / さよなら人類 / れいこおばさんの空中遊泳[4]
  - 1994年にCD化された。
3. ふろく（1985年[4]）
  - A面：牛小屋 / 夕暮れ時のさびしさに / ロシヤのパン / 学校にまにあわない / 満月小唄 / B面：鐘の歌 / らんちう / 誰も起きてこないよ / さよなら人類 / とんかち[4]
4. さるぼぼ（1986年5月[4]）
  - A面：おやすみいのしし / はこにわ / 鐘の歌 / 満月小唄 (ライブ音源) / B面：誰も起きてこないよ（ライブ音源）/ 夕暮れ時のさびしさに / 床屋はどこや / ばいばいばく[4]
5. たゆたひ（1988年1月[4]）
  - A面：とんかち / マリンバ / 日本でよかった / ウララ / 金魚鉢 / B面: パラシュート / こわれた / オリオンビールの唄 / 月夜の病院[4]
  - 「金魚鉢」のみ2000年にCD化した『しおしお』にボーナス・トラックとして収録。
6. たまてばこ（1989年[4]）
  - A面：らんちう / 夏のお皿はよく割れる / B面：海にうつる月 / マンモウ開拓団[4]
  - 全曲、2000年にCD化した『でんご』にボーナス・トラックとして収録。

#### インディーズレコード
1. でんご（1989年5月、ナゴムレコード、NG-053[4]）
  - A面: 夜のどん帳 / おるがん / B面: カニバル / 満月ブギ[4]
  - レコード自体は7インチシングル (EP) 盤と同じサイズだが、回転数がLP盤と同じ33回転。コンパクト盤。
  - 2000年にCD化再発。CD化にあたってのボーナス・トラックはカセット『たまてばこ』に収録された「らんちう」、「海にうつる月」、「夏のお皿はよく割れる」、「マンモウ開拓団」。流通数は少なくレア物となっている。
2. しおしお（1989年12月、ナゴムレコード、NG-062[4]）
  - A面: オゾンのダンス / ロシヤのパン / 学校にまにあわない / 方向音痴 / 満月小唄 / まちあわせ / B面: 夏の前日 / 東京パピー / らんちう / ジャバラの夜 / かなしいずぼん[4]
  - 2000年にCD化再発。CD化にあたってのボーナス・トラックはカセット『たゆたひ』に収録された「金魚鉢」。流通数は少なくレア物となっている。

### ファンクラブ限定
ファンクラブ会員に配布された8cmCD（非売品）。
1. お昼の2時に（1993年）
2. あたまのふくれたこどもたち（1994年）
  - 後にアルバム『そのろく』に収録。
3. どっこいしょ どっこいしょ（1995年）
4. でんちう（1996年）
  - 日比谷野外音楽堂でのライブ音源を収録。
5. シーベックシーモア（1997年）
6. 炭坑節（1998年）
7. ざらざら恋の唄（1999年）
  - 『パルテノン銀座通り』に収録される予定だったが、収録に間に合わずお蔵入りとなっていた。
8. ハル（2000年）
  - 後にアルバム『しょぼたま』に収録。
9. ルル星人（2001年）
  - 第一三共ヘルスケア「ルル」WebCMソング。石川作曲「月の光」の替え歌。
10. 326（2002年）
11. 鐘の歌 / ヒゲのある暮らし（2003年）
  - ラストライブ『たまの最期!!』より収録。

### 参加作品
1. おまつり ナゴムオムニバスIII（レコード：1988年4月、CD: 1990年1月25日、ナゴムレコード、NG-052）
  - ナゴムレコードのコンピレーション。「さよなら人類」を収録。のちに『たま ナゴムコレクション』に収録された。
2. 石の町（1994年7月21日、ビクターエンタテイメント）
  - MAYAのシングル。表題曲の演奏を担当（作詞・ボーカルは知久）。後にアルバム『センサシオン』に収録された。
3. 大仕事アンコール '94 LIVE（1995年3月31日）
  - 梅津和時のアルバム。全編にわたって演奏で参加。
  - 「豆腐」で石川、「キリストは馬小屋で生まれた」で知久、「窓辺のスケッチ」で滝本、「お経」「太郎さん体操」で柳原がそれぞれボーカルを担当。
4. ジンターナショナル（1996年6月23日）
  - 大工哲弘のアルバム。全編にわたってコーラスで参加。
5. 裸の水（1997年2月26日、パイオニアLDC）
  - 高橋理奈のアルバム。「夕暮れの風に吹かれて」の演奏を担当（作曲は滝本）。
6. 坂道（1999年11月3日）
  - ワタナベイビーのミニアルバム。「1ラウンドでノック・ミー・ダウン」に演奏・コーラスで参加。
7. トリビュート・トゥ・ヒカシュー「20世紀の終りに」（2000年）
  - ヒカシューのトリビュートアルバム。「20世紀の終りに」をカバー。
8. ドント・トラスト・オーバー30（2003年6月20日）
  - たまが音楽を担当したミュージカル『ドント・トラスト・オーバー30』のサウンドトラック。

### 提供曲・タイアップ
- 川崎製鉄（現：JFEスチール）：CM出演（1990年）
  - メジャーデビュー以降初のCM出演となった川崎製鉄のCMでは、各メンバー4人分のテイクが製作され、それぞれのテイクでCMソングとして使用された楽曲の制作者が、最後にキャッチコピーの「ピテたまトロプス・川崎製鉄」を言うという仕様だった（知久「らんちう」、石川「まちあわせ」、柳原「オゾンのダンス」、滝本「海にうつる月」）。後に4人全員で「カオス・パワーだ。川崎製鉄」と言うバージョンも製作されている。
- 任天堂 ファミリーコンピュータ用ソフト『星のカービィ 夢の泉の物語』: CMソング（1993年）
  - 「猫ふんじゃった」の替え歌。ボーカルは知久。なお、CMのナレーションもたまが担当し、石川→滝本→柳原→知久の順で担当。
- バンダイ ゲームボーイ用ソフト『ゲームで発見!!たまごっち』シリーズ: CMソング（1997年 - 1998年）
  - 『ゲームで発見!!たまごっち』、『ゲームで発見!!たまごっち2』、『ゲームで発見!!たまごっち オスっちとメスっち』のCMソングを担当。最後のサウンドロゴは2作のCM共通で、オスっちとメスっちの場合はその後に「オスっちとメスっち」と入る。3作共ボーカルは知久。
- NHK 『おかあさんといっしょ』: 「ハオハオ」（2001年）
  - 2001年開催の『おかあさんといっしょファミリーコンサート やぁ!やぁ!やぁ!森のカーニバル』にゲスト出演し、同曲を披露した。作詞はおーなり由子。しょぼたまのライブではセルフカバーで演奏。

### 映像作品
1. VHS/LD/DVD 野球（1991年10月、2012年06月04日(DVD)(アクシック）
  - 1990年12月のグローブ座ライブビデオ
2. VHS ビデオクリップ集（1992年7月、アクシック）
3. VHS 犬の約束 ツアー・ビデオパンフレット（1993年）
4. VHS '94.8.19 九段会館大ホール たまファンクラブの集い<<東京>>（1994年）
5. VHS どこでもツアー95ドキュメント（1996年3月30日）
6. VHS たまのお歳暮95（1996年5月30日）
7. VHS どこでもツアー96ドキュメント（1997年）
8. VHS たまのお歳暮97（1998年）
9. VHS/DVD しょぼたま（VHS: 1999年8月10日、DVD: 2009年3月14日）
10. VHS History of Tama 15（1999年4月23日）
11. VHS/DVD たまネパールへ行く（VHS: 2000年、DVD: 2009年3月14日）
12. VHS たまの温故知新 さんだる編（2002年）
13. VHS たまの温故知新 ひるね編（2002年）
14. VHS たまの温故知新 きゃべつ編（2003年）
15. VHS たまの温故知新 犬の約束編（2003年）
16. DVD たまの最期!!（2004年8月）
17. DVD たまの映画　結成、脱退、解散・・・その後、いま。（2011年）

### 書籍
1. たま写真集 きゃべつ（1991年11月、小学館）
2. たまの月経散歩（1993年4月、角川書店）
3. ひまのつぶしかた（1993年9月、ネスコ）
4. たま詩集（1993年11月、思潮社）